# Włosań
Włosań – wieś w Polsce położona w województwie małopolskim, w powiecie krakowskim, w gminie Mogilany.
W 1595 roku wieś położona w powiecie szczyrzyckim województwa krakowskiego była własnością kasztelanowej krakowskiej Anny z Sieniawskich Jordanowej.
| SIMC    | Nazwa         | Rodzaj    |
| ------- | ------------- | --------- |
| 0327244 | Dół           | część wsi |
| 0327250 | Dział         | część wsi |
| 0327267 | Gać           | część wsi |
| 0327273 | Kąty          | część wsi |
| 0327280 | Łobzów        | część wsi |
| 0327296 | Na Borach     | część wsi |
| 0327304 | Na Szmaciarni | część wsi |
| 0327310 | Podlas        | część wsi |
| 0327327 | Styr          | część wsi |
| 0327333 | Szczurkówka   | część wsi |

W latach 1975–1998 miejscowość administracyjnie należała do województwa krakowskiego.
We wsi znajduje się szkoła podstawowa im. św. Faustyny Kowalskiej, a także ochotnicza straż pożarna z orkiestrą dętą. Ponadto we wsi znajduje się kościół pod wezwaniem M.B. Królowej Polski.
W miejscowości znajduje się ośrodek jeździecki.